# آندرس سیمون (دونده)
آندرس سیمون (انگلیسی: Andrés Simón؛ زادهٔ ۱۵ سپتامبر ۱۹۶۱) ورزشکار دونده اهل کوبا بود.
وی در مسابقات کشوری و بین‌المللی در مجموع برندهٔ ۲ مدال طلا، ۱ مدال برنز شده‌است.